# Vigeland
Vigeland is een plaats in de Noorse gemeente Lindesnes, provincie Agder. Vigeland telt 1308 inwoners (2007) en heeft een oppervlakte van 1,47 km².

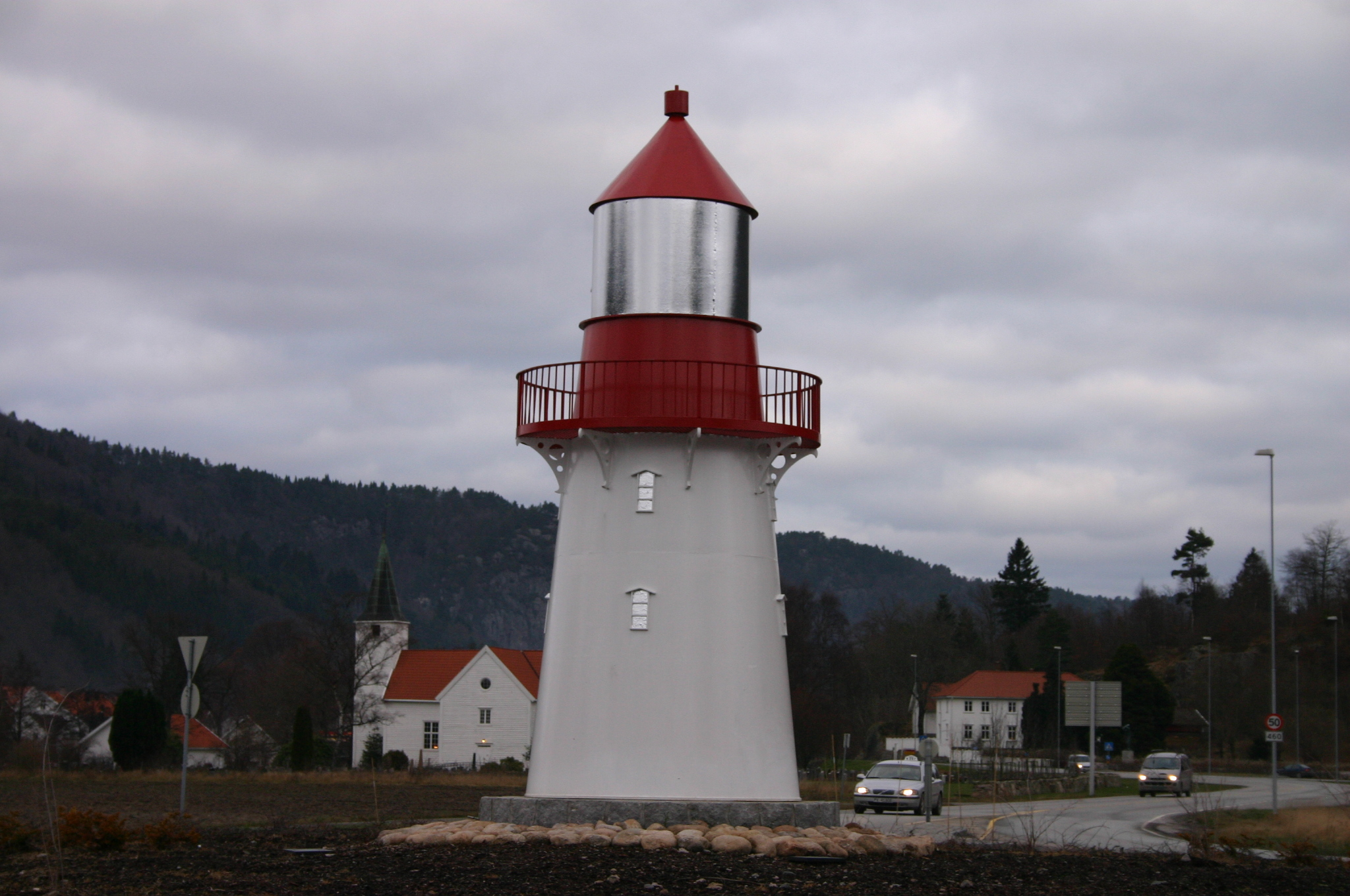
Vuurtoren in Vigeland
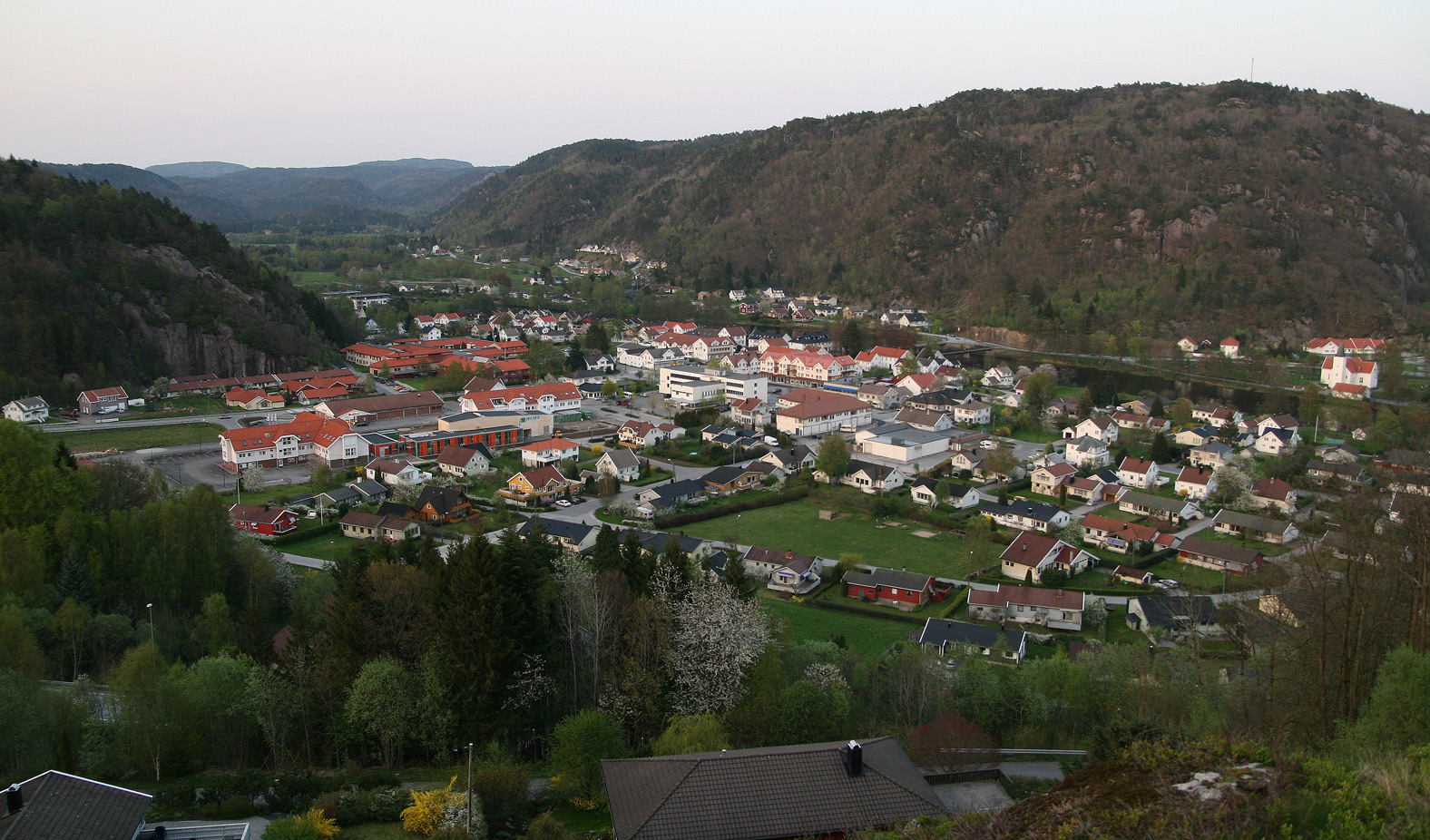
Vigeland